# 丁涅拜尔基
丁涅拜尔基，是匈牙利巴兰尼亚州所辖的一个村。总面积8.56平方公里，总人口92，人口密度10.7人/平方公里（2011年1月1日）。